# Ponte de Vagos e Santa Catarina
Ponte de Vagos e Santa Catarina est une paroisse civile portugaise (en portugais : freguesia) de la municipalité de Vagos dans le district d'Aveiro. Elle est créée en 2013, par fusion des paroisses de Ponte de Vagos et Santa Catarina.

## Histoire
La paroisse est créée par la loi no 11-A/2013 du 28 janvier 2013 portant réorganisation administrative du territoire des freguesias, en fusionnant les paroisses de Ponte de Vagos et Santa Catarina. Son nom officiel est União das Freguesias de Ponte de Vagos e Santa Catarina et son siège est fixé à Ponte de Vagos.

## Démographie
Lors du recensement de 2021, Ponte de Vagos e Santa Catarina compte 2 883 habitants. C'est alors la deuxième paroisse la plus peuplée de la municipalité de Vagos, derrière Vagos e Santo António (6 340 habitants).